# 히스로 공항
히스로 공항(영어: Heathrow Airport, IATA: LHR, ICAO: EGLL)은 영국 런던에 있는 국제공항으로 런던 중심가에서 서쪽으로 약 23km 떨어져 있는 힐링던에 위치해 있다. 영국 항공사인 영국항공의 허브 공항이다.

## 위치

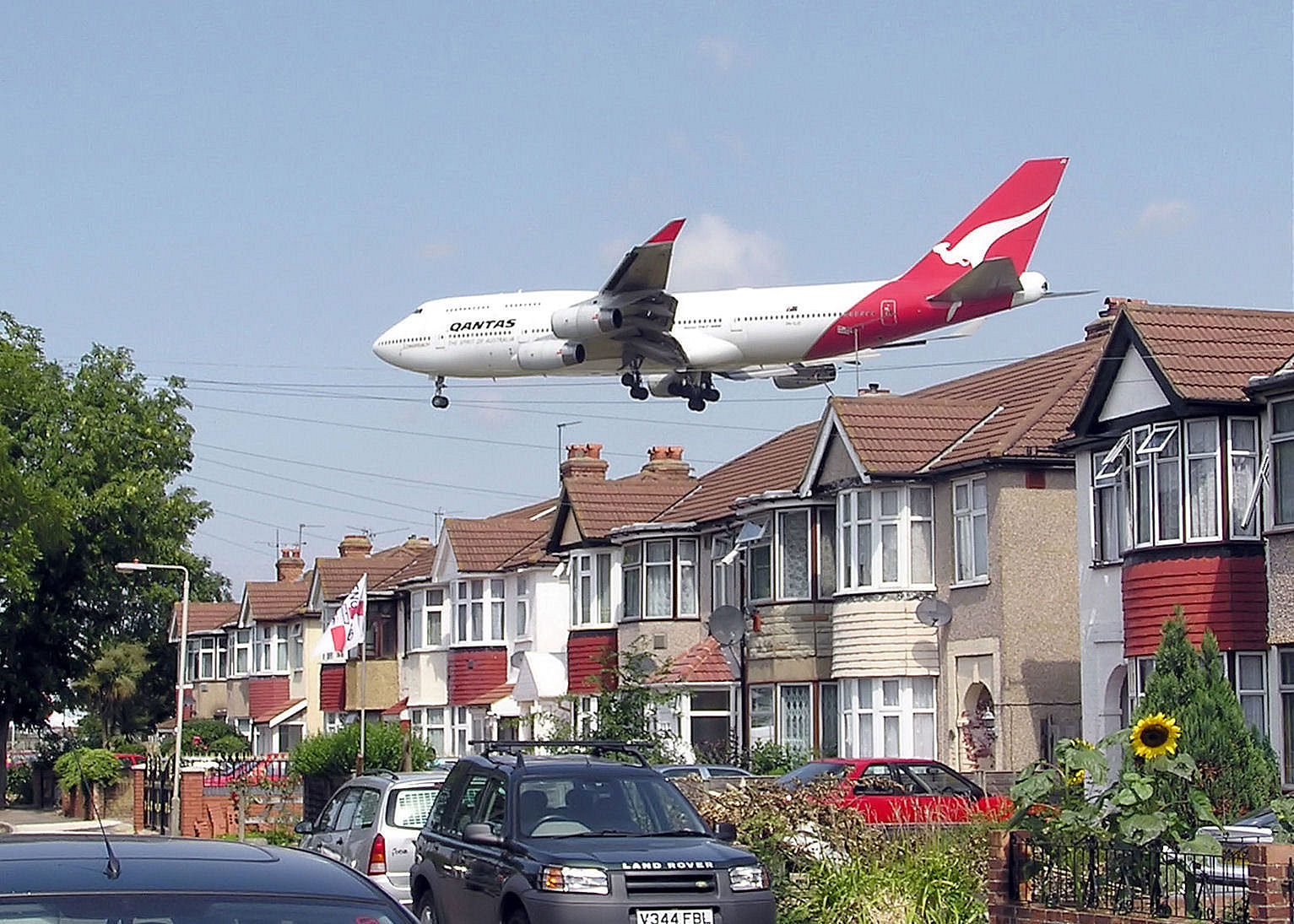
히드로 공항으로 가는 길에 히드로 공항 근처 동네 위를 지나가는 콴타스 보잉 747-400

히드로 공항은 런던 중심부에서 서쪽으로 23 킬로미터 (14 mi) 떨어진 곳에 위치해 있다.힐링던은 이 지역의 남쪽 끝에 위치하고 있으며 원래 히드로 마을의 이름을 따서 명명되었다. (촌락)은 1944년 공항 건설로 폐지되었다.
공항으로 가는 교통수단은 다양하다. M4와 M25 고속도로를 이용하면 공항으로 바로 이동할 수 있다. 기차와 지하철도 런던 중심부와 공항을 연결하며, 고속열차는 패딩턴 역까지 직행한다. 그러나 공항 활주로는 동서로 방향이기 때문에 이륙과 착륙하는 항공편은 런던 중심가 위를 지나야 한다. 반면, 파리, 암스테르담, 프랑크푸르트, 마드리드 등 다른 유럽 주요 도시의 공항은 모두 도시의 남쪽이나 북쪽 끝에 위치해 있어 도시 위를 지나는 항공편으로 인해 발생하는 환경 및 안전 문제를 줄인다. 공항의 또 다른 문제는 고도가 25m로 낮아 안개로 인해 항공편이 이륙하고 착륙하기 쉽다는 것이다.

## 역사

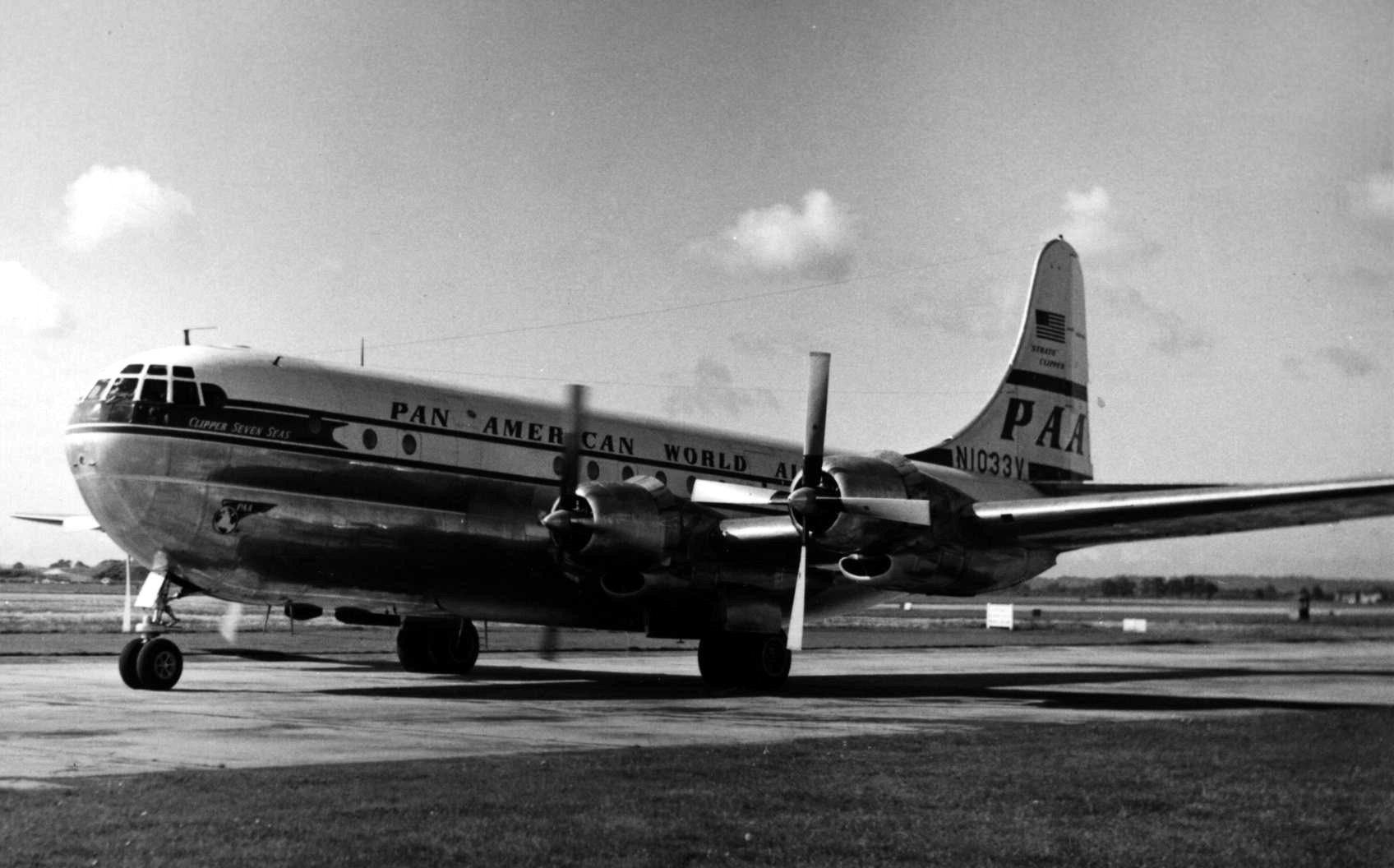
1954년 팬암 보잉 377이 히드로 공항에 도착했다.

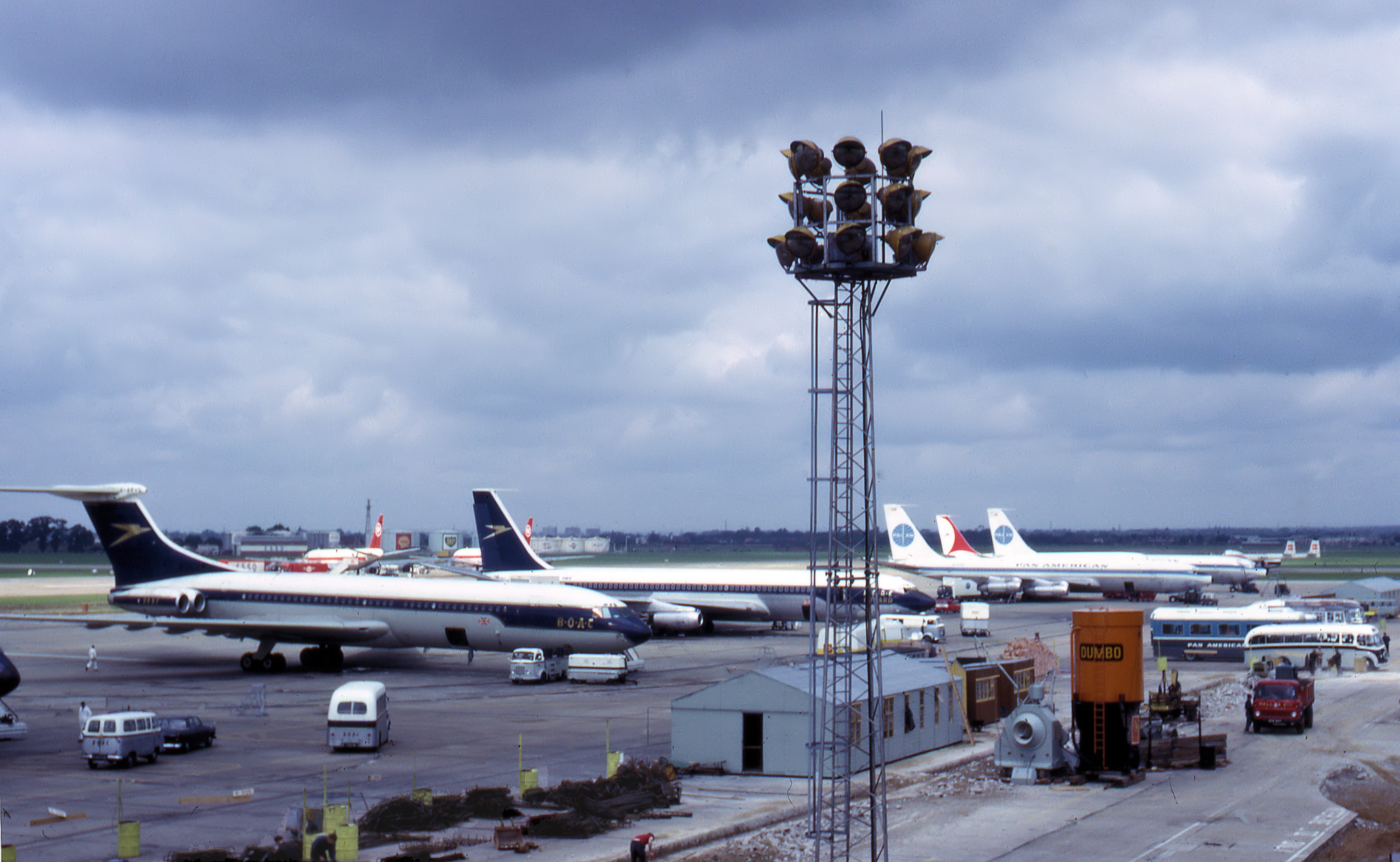
1965년의 히드로 공항. 가장 최근에 촬영된 두 항공기는 British Overseas Airways Corporation의 Vickers VC10과 Boeing 707이다.

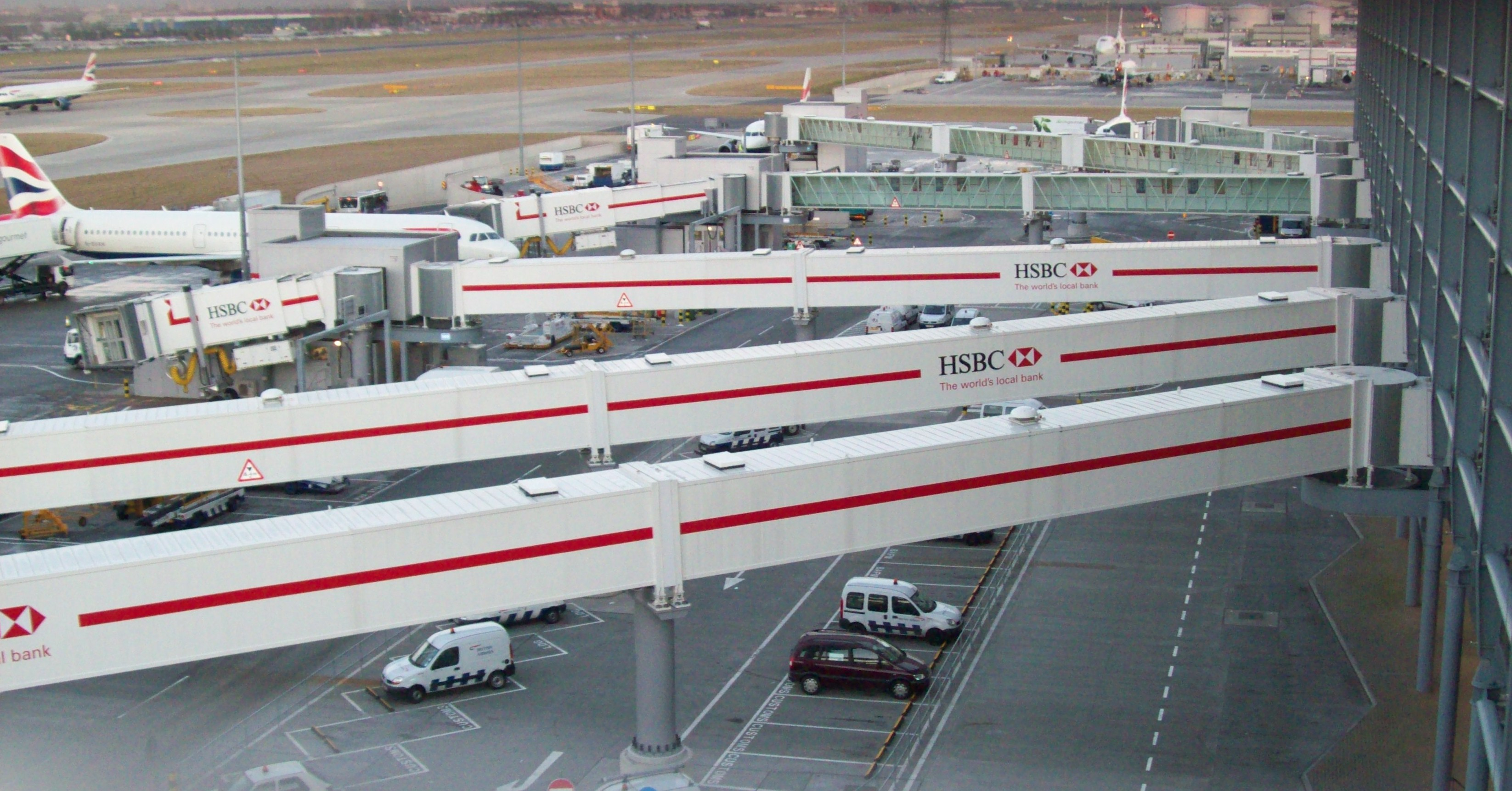
터미널 5 외부의 탑승 게이트

### 1930년대부터 1940년대까지
오늘날 히드로 공항 부지는 1차 세계 대전 이래 공군 기지였다. 1930년대에 공항은 Great Western Airport로 명명되었고 Fairey Aviation Company가 소유했으며, 항공기 부품을 조립하고 테스트하는 데 사용되었다. 당시 런던의 국제 민간항공 공항은 크로이던 공항이었다.
1943년에 히드로 공항은 항공부로 이관되어 영국 공군의 비행장이 되었다. 활주로 건설은 1944년에 시작되었으며, 조지 윔피가 작업을 위임받았다. 하지만 영국 공군은 실제로 이 공항을 이용한 적이 없다. 2차 세계대전 이후, 1946년 1월 1일에 영국 민간 항공청으로 이관되었고, 런던에서 부에노스 아이레스까지 가는 여객기가 히드로 공항에서 출발한 최초의 민간 항공편이 되었다. 같은 해 3월 25일에 공식 개막식이 거행되었다. 4월 16일, 리우데자네이루의 산투스 두몽 공항에서 출발한 파나에르 두 브라질 항공편이 히드로 공항에 도착하는 첫 번째 외국 항공사가 되었다. 5월 28일, 영국 해외 항공(BOAC)이 호주로 가는 첫 항공편이 운행되었고, 이후 이 노선은 콴타스와의 공동 노선이 되었다.
1946년 5월 31일, 히드로 공항은 공항이 되었고 이듬해에는 활주로 3개가 생겼으며, 3개를 더 건설 중이었다. 당시 피스톤 엔진을 사용하는 항공기용으로 건설된 구 활주로도 이때 1 마일 연장되었고, 다양한 풍향에 대처하기 위해 육각형 별 모양의 활주로가 채택되었다. 임시 여객 터미널과 화물 터미널은 모두 공항의 북동쪽 끝에 위치해 있다.

### 1950년대부터 1960년대
1953년 엘리자베스 2세 여왕이 히드로 공항에 최초의 현대 활주로를 개통했다. 1955년, 그녀는 히드로 공항에 최초의 공식 터미널인 유로파 빌딩(지금은 터미널 2)을 열었다. 같은 해 4월 1일, 원래의 왕립 공군 관제탑을 대체하여 38.8m 높이의 관제탑이 공식적으로 개관했다.
1961년 11월 13일, 오세아닉 터미널(1968년에 터미널 3으로 개칭)이 개장하면서 공항과 런던 도심 간 헬리콥터 직항편이 운행되기 시작했고, 유로파 터미널 옥상에 전망대와 정원이 추가되었다. 1968년 첫 번째 터미널이 가동되면서 터미널과 공항 중심부를 연결하는 프로젝트가 완료되었다. 당시 히드로 공항의 연간 승객 처리량은 약 1,400만 명이었다. 당시 대부분의 항공 여행객은 운전자가 픽업하는 부유한 사람들이라는 생각이 널리 퍼져 있었기 때문에, 대형 주차장은 계획되지 않았고, 구 터미널은 공항 중앙에 세워졌다. 이 계획은 나중에 공항 확장을 제한하는 주요 이유가 되었다.
1960년대 후반에 남쪽 활주로 남쪽에 0.65km2 면적의 화물 터미널이 건설되었고, 터널을 통해 터미널 1, 터미널 2, 터미널 3이 연결되었다.

### 1970년대부터 1990년대까지
1970년에 터미널 3이 확장되어 도착 건물과 기타 시설이 들어섰는데, 여기에는 영국 최초의 전기 보도도 포함되었다. 히드로 공항의 두 개의 주 활주로인 09L-27R과 09R-27L도 보잉 747과 같은 대형 항공기를 수용할 수 있도록 현재 길이로 연장되었다. 횡풍 착륙 항공편을 위해 유지된 활주로 23(2002년에 취소됨)을 제외하고 다른 모든 활주로는 터미널 확장을 위해 폐쇄되었다. 1977년, 런던 지하철 피카딜리 노선이 히드로 공항까지 연장되어 공항과 런던 시내 간의 이동 시간이 1시간도 채 걸리지 않게 되었다. 1982년 8월, M4 고속도로의 공항 지선이 개통되어 공항으로 가는 고속도로가 생겼을 뿐만 아니라, 영국 서부와 웨일스 남부 지역 주민들이 비행기를 이용하기가 더 쉬워졌다. 히드로 익스프레스는 1998년 6월 23일에 운행을 시작했으며, 런던 도심의 패딩턴 역과 연결된다.
1980년대에 연간 승객 수가 3,000만 명에 이르자 새로운 터미널에 대한 필요성이 점점 더 시급해졌기 때문에 기존 화물 터미널 옆에 터미널 4가 건설되었다. 화물 터미널; 화물 건물. 1986년 4월 찰스(웨일스 왕자)와 다이애나 왕비에 의해 개장되었으며 영국항공의 모항지가 되었다. 나머지 3개 터미널은 화물 터미널의 기존 터널을 통해 연결된다. 화물 터미널; 화물 건물.
1987년에 영국 정부는 히드로 공항을 영국 공항청에 민영화했다. 이 기간 동안 영국 공항청은 다른 상업 및 소매 사업체가 차지하는 터미널 공간의 비중을 늘렸고 투자를 늘렸다. 그 결과 터미널 내 상점과 레스토랑의 수가 급격히 늘어났고, 승객 교통이 쇼핑 구역으로 유도되어 승객에게 더 다양한 대기 환경을 제공했다.

## 향후 개발
히드로 공항은 주거 지역으로 둘러싸여 있어 장래 확장을 위한 공간이 부족한다. 공항은 터미널 1을 철거하여 터미널 2 확장을 위한 토지를 제공하는 것을 포함하여 용량을 늘리기 위해 재개발되었다. 계획에 따르면 2019년 터미널 2 확장이 완료되면 터미널 3은 폐쇄되고 터미널 수는 3개로 재편되어 수천만 명의 승객을 중앙에서 처리할 것이다.
새로운 제1터미널을 건설하는 계획은 제3활주로 건설 계획과 함께 논의되고 있지만, 영국 사회의 모든 계층에서 아직 합의에 이르지 못하고 있다. 환경단체와 주요 정당인 노동당, 보수당은 공항 확장에 강하게 반대하며, 소음 및 대기 오염 문제가 더 심각해질 것이라고 주장하고 영국 정부 당국의 결정에 의문을 제기했다.

### 활주로 3
히드로 공항은 수용 능력 문제에 직면해 있으며, 2006년 초에 제3 활주로와 새로운 터미널 1을 건설하는 것을 포함하여 공항 확장 계획이 고려되었다. 그러나 계속되는 논란에 직면하여 당시 정부는 2010년에 이 계획을 보류하기로 결정했다.
2013년에 공항 당국은 다시 세 가지 확장 계획을 제안했는데, 현재 공항 부지의 북쪽, 북서쪽, 남서쪽에 새로운 활주로를 건설하는 것이었다. 북서쪽 활주로 옵션이 가장 많이 지지되었다.
2015년 6월, 북서부 활주로 계획이 최종 해결책이 되었고, 새로운 활주로와 승객 터미널 프로젝트 전체에 180억 파운드가 넘는 비용이 들 것이다.
2015년 12월, 캐머런 총리는 공항 확장 계획 승인이 연기될 것이라고 발표했는데, 이는 공항 확장이 2016년 이전에는 시행되지 않을 것이라는 의미이다.하지만 테레사 메이가 2016년에 취임한 후 그녀는 마음을 바꾸어 이 계획을 승인했다.

## 개요
히스로 공항은 1944년 영국 정부가 현재의 공항 부지에 공군 기지를 건설하면서 시작되었다. 제2차 세계대전이 끝나자 영국 정부에서 이 곳을 민간 공항으로 전환하였고, 개보수를 거쳐 1946년 5월 31일 18개의 취항 노선을 기반으로 해 개항하였다.
1965년 공항의 운영 주체인 영국공항공단(British Airports Authority)이 출범했다. 1980년대 마거릿 대처 총리가 공기업 민영화를 강하게 추진할 때 스페인 건설사인 페로비알(Ferrovial)이 영국공항공단의 최대 주주가 되었다.
이 공항은 2개의 활주로(길이 3,900m, 3,660m)와 5개의 여객터미널, 연간 125만 톤을 처리할 수 있는 화물 터미널을 갖추고 있다. 특히, 2008년 새로 개장한 제5 터미널은 길이 396m × 너비 176m, 높이 40m로 단일 건물로는 영국 최대 규모의 건물이다. 제5 터미널은 공항이 너무 혼잡하다는 이용객의 불만이 폭주하면서 새로 지은 터미널인데, 기존의 제2 터미널도 새로 지어진 제5 터미널과 유사한 수준의 시설과 규모를 갖춘 터미널로 재개장했다.
히스로 공항은 유럽 공항들 중 이용객이 가장 많은 공항으로, 2013년 이용객 수 기준으로 미국의 하츠필드 잭슨 애틀랜타 국제공항, 중국의 베이징 수도 국제공항에 이어 전 세계 3위를 기록했다. 이용객 수는 많은 반면, 시설이 노후하고 이용료(이착륙료 포함)가 비싸서 각종 설문조사에서 이용객들이 가장 싫어하는 공항 중 하나로 꼽힌다.

## 운항 노선

### 여객 노선
| 항공사               | 도착지 |
| -------------------- | --- |
| 영국항공             | 그랜드케이먼, 글래스고, 나소, 나이로비, 나폴리, 내슈빌, 뉴어크, 뉴올리언스, 뉴욕(JFK), 뉴캐슬, 뉘른베르크, 니스, 댈러스, 더블린, 덴버, 델리, 도쿄(하네다), 도하, 두바이, 뒤셀도르프, 라고스, 라르나카, 라스베가스, 레이캬비크, 로마(레오나르도 다 빈치), 로스앤젤레스, 룩셈부르크 시티, 류블랴나, 리가, 리스본, 리야드, 리옹, 리우데자네이루(갈레앙), 마드리드, 마라케시, 마르세유, 마이애미, 말라가, 말레, 맨체스터, 멕시코시티, 몬트리올(트뤼도), 뭄바이, 뮌헨, 밀라노(리나테), 밀라노(말펜사), 바레인, 바르샤바, 바르셀로나, 바베이도스, 바젤(뮐루즈), 발렌시아, 밴쿠버, 버뮤다, 베네치아, 베를린, 베오그라드, 벨파스트, 벵갈루루, 보스턴, 볼로냐, 볼티모어, 부다페스트, 부에노스아이레스, 부쿠레슈티, 브뤼셀, 빈, 빌룬드, 산티아고, 상파울루(구아룰류스), 상하이(푸둥), 샌디에고, 샌프란시스코, 소피아, 슈투트가르트, 스톡홀름(알란다), 시드니, 시애틀(터코마), 시카고(오헤어), 신시내티, 싱가포르, 아부다비, 아부자, 아크라, 아테네, 암만, 암스테르담, 애틀랜타, 예테보리, 에든버러, 에버딘, 오스틴, 오슬로(가르데르모엔), 요하네스버그, 워싱턴 D.C.(덜레스), 이스탄불(사비하 괵첸), 이스탄불(아르나부코이), 이슬라마바드, 인버네스, 자그레브, 저지, 제네바, 지브롤터, 첸나이, 취리히, 카이로, 케이프타운, 코펜하겐, 쾰른(본), 쿠웨이트 시티, 크라우프, 테네리페(남부), 텔아비브, 토론토(피어슨), 툴루즈, 티라니아, 파리(샤를 드골), 포틀랜드, 푼샬, 프라하, 프랑크푸르트암마인, 프로비덴시알레스, 피닉스, 피사, 피츠버그, 필라델피아, 하이데라바드, 함부르크, 홍콩(첵랍콕), 휴스턴(인터콘티넨털) |
| 버진 애틀랜틱 항공   | 그라나다, 나소, 뉴욕(JFK), 델리, 라고스, 라스베이거스, 로스앤젤레스, 마이애미, 몬테고베이, 뭄바이, 바베이도스, 방갈로르, 보스턴, 상파울루(구아룰류스), 상하이(푸둥), 샌프란시스코, 서울(인천) - (2026년 3월 29일 신규취항), 세인트빈센트, 세인트존스, 시애틀, 애틀랜타, 올랜도, 요하네스버그, 워싱턴(덜레스), 텔아비브, 탬파, 프로비덴시알레스 계절편: 두바이, 말레, 세인트루시아, 케이프타운 |
| 대한항공             | 서울(인천) |
| 아시아나항공         | 서울(인천) |
| 중국국제항공         | 베이징(수도), 청두(톈푸) |
| 중국남방항공         | 베이징(다싱), 광저우, 우한 |
| 중국동방항공         | 상하이(푸둥) |
| 베이징 캐피탈 항공   | 칭다오 |
| 선전 항공            | 선전 |
| 톈진 항공            | 시안, 충칭, 톈진 |
| 하이난 항공          | 창사, 하이커우 |
| 캐세이퍼시픽 항공    | 홍콩 |
| 에바 항공            | 타이페이(타오위안), 방콕(수완나품) |
| 일본항공             | 도쿄(하네다) |
| 전일본공수           | 도쿄(하네다) |
| 말레이시아 항공      | 쿠알라룸푸르 |
| 베트남 항공          | 하노이, 호치민 |
| 로얄 브루나이 항공   | 반다르스리브가완, 두바이 |
| 싱가포르 항공        | 싱가포르 |
| 타이 항공            | 방콕(수완나품) |
| 비만 방글라데시 항공 | 다카 |
| 스리랑카 항공        | 콜롬보 |
| 에어 인디아          | 델리, 뭄바이 |
| 비스타라 항공        | 델리, 뭄바이 |
| 중동 항공            | 베이루트 |
| 걸프 에어            | 마나마 |
| 사우디아라비아 항공  | 리야드, 네옴베이, 제다 |
| 에미레이트 항공      | 두바이 |
| 에티하드 항공        | 아부다비 |
| 오만 항공            | 무스카트 |
| 로얄 요르단 항공     | 암만 |
| 이란 항공            | 테헤란(이맘 호메이니) |
| 엘알 이스라엘 항공   | 텔아비브 |
| 카타르 항공          | 도하 |
| 쿠웨이트 항공        | 쿠웨이트 시티 |
| 아제르바이잔 항공    | 바쿠 |
| 우즈베키스탄 항공    | 타슈켄트 |
| 에어 아스타나        | 악터우, 알마티 |
| 투르크메니스탄 항공  | 아시가바트 |
| 르완다에어           | 키갈리 |
| 로얄 에어 모로코     | 카사블랑카 |
| 에티오피아 항공      | 아디스아바바 |
| 에어 알제리          | 알제 |
| 이집트 항공          | 카이로 계절편: 룩소르 |
| 케냐 항공            | 나이로비 |
| 튀니스 에어          | 튀니스 |
| 에어 프랑스          | 파리(샤를 드 골), 니스 |
| 루프트한자           | 뮌헨, 프랑크푸르트 |
| 유로윙스             | 뒤셀도로프, 슈투트가르트, 쾰른(본), 함부르크 |
| 에어 링구스          | 더블린, 녹, 섀넌, 코크, |
| KLM                  | 암스테르담 |
| 브뤼셀 항공          | 브뤼셀 |
| 스위스 국제항공      | 제네바, 취리히 |
| 오스트리아 항공      | 빈 |
| 에게 항공            | 아테네 |
| 에어 몰타            | 몰타 |
| 이베리아 항공        | 마드리드 |
| ITA 항공             | 로마(피우미치노), 밀라노(리나테) |
| 터키항공             | 이스탄불(아르나부코이) |
| TAP 포르투갈         | 리스본 |
| TAROM                | 부쿠레슈티 |
| 불가리아 항공        | 소피아 |
| 에어 세르비아        | 베오그라드 |
| 크로아티아 항공      | 자그레브 계절편: 스플리트 |
| LOT 폴란드 항공      | 바르샤바 |
| 스칸디나비아 항공    | 스톡홀름(알란다), 오슬로(가르데르모엔), 코펜하겐 |
| 핀에어               | 헬싱키 |
| 델타 항공            | 뉴욕(JFK), 디트로이트, 로스앤젤레스, 미니애폴리스, 보스턴, 솔트레이크시티, 시애틀, 애틀랜타 |
| 아메리칸 항공        | 뉴욕(JFK), 댈러스, 로스앤젤레스, 롤리, 마이애미, 보스턴, 샬럿, 시카고(오헤어), 피닉스, 필라델피아 계절편: 시애틀 |
| 유나이티드 항공      | 워싱턴 D.C(덜레스), 뉴어크, 덴버, 로스앤젤레스, 샌프란시스코, 시카고(오헤어), 휴스턴(인터컨티넨털), |
| 제트블루 항공        | 뉴욕(JFK), 보스턴 |
| 에어 캐나다          | 몬트리올(트뤼도), 밴쿠버, 캘거리, 토론토(피어슨), 핼리팩스 |
| 웨스트제트           | 캘거리 |
| 아에로멕시코         | 멕시코시티 |
| LATAM 브라질         | 상파울루(구아룰류스) |
| 아비앙카 항공        | 보고타 |
| LATAM 페루           | 리마 |
| 콴타스 항공          | 멜버른, 시드니, 싱가포르, 퍼스 |

### 화물 노선
| 항공사                 | 도착지                                                                                   |
| ---------------------- | ---------------------------------------------------------------------------------------- |
| 대한항공 카고          | 서울(인천), 파리(샤를 드 골), 프랑크푸르트                                               |
| 캐세이퍼시픽 항공 카고 | 홍콩(첵랍콕), 두바이(알막툼), 파리(샤를 드 골)                                           |
| 싱가포르 항공 카고     | 싱가포르, 샤르자, 암스테르담                                                             |
| 에미레이트 스카이카고  | 두바이(알막툼), 프랑크푸르트                                                             |
| 카타르 항공 카고       | 도하, 뮌헨, 바젤(뮐루즈)                                                                 |
| 루프트한자 카고        | 프랑크푸르트                                                                             |
| DHL 항공               | 라이프치히, 밀라노(말펜사), 브뤼셀, 신시내티, 암스테르담, 쾰른(본), 포르토, 프랑크푸르트 |
| 아에로트랜스카고       | 아스타나, 홍콩(첵랍콕)                                                                   |
| 터키항공 카고          | 이스탄불(아르나부코이)                                                                   |

## 연계 교통

### 도로 교통
- 자동차
- 버스
- 택시
- 자전거

### 철도 교통

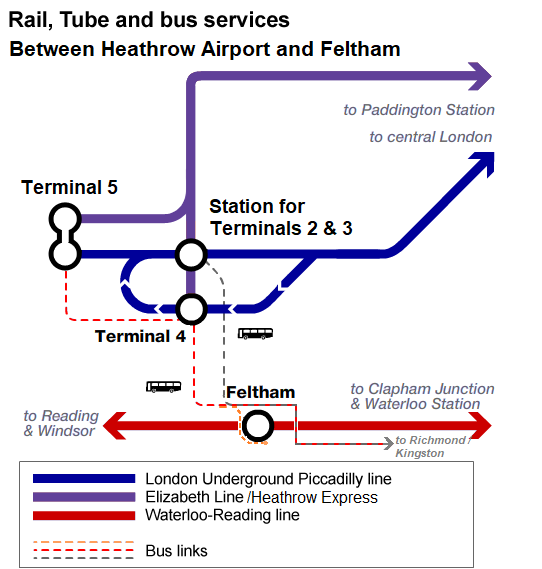
런던 히스로 공항 철도 연계도

- 히스로 익스프레스
- 히스로 커넥트
- 런던 지하철 피카딜리 선
- 울트라선 : 터미널 5 구간만 운영

## 사건 및 사고
- 2008년 1월 17일, 베이징을 출발해 이 공항에 착륙하던 영국항공 BA038편 보잉 777기가 착륙 도중 갑작스러운 동력 상실로 인하여 활주로를 30m 남겨둔 자리에 불시착한 사고가 있다.

## 같이 보기
- 런던 개트윅 공항
- 런던 사우스엔드 공항
- 런던 시티 공항
- 런던 루턴 공항
- 런던 스탠스테드 공항